# Tous les Weyrs de Pern
Tous les Weyrs de Pern (titre original : All the Weyrs of Pern) est un roman de Anne McCaffrey publié en 1991. Il fait partie de la série La Ballade de Pern et est la suite directe du roman précédent : Les Renégats de Pern.